# Ханс фон Зидов
Ханс фон Зидов (на немски: Hans von Sydow; * сл. 1560; † 8 юни 1635) е благородник от стария род фон Зидов от Бранденбург.
Той е син на Ахац фон Зидов (1538 – 1598) и съпругата му Анна фон Валдов († пр. 1540), дъщеря на
Матиас фон Валдов († 1564) и Барбара фон Ведел († ок. 1540). Внук е на Петер ’Млади’ фон Зидов († 1563) и Илза фон Щайнвер. Правнук е на Ханс фон Зидов († пр. 1536) и Илза фон Беерфелде. Потомък е на Ханс фон Зидов († сл. 1472). Първият известен от рода е Хайнрих де Зидов 1259 г. маршал на маркграф Ото фон Бранденбург.
Сестра му Маргарета фон Зидов е омъжена за Александер фон Ведел († 1609).

## Фамилия
Ханс фон Зидов се жени 1592 г. за Доротея фон дер Остен (* ок. 1570; † ок. 1640), дъщеря на Александер Кристоф фон дер Остен (1547 – 1614) и Илзаба фон Айкщет (1550 – 1609). Те имат пет деца:
- Ахац фон Зидов (* 27 май 1593; † 23 март 1636, Кюстрин), женен на 22 ноември 1623 г. за Анна фон дер Марвиц (1593 – 1636)
- Доротея фон Зидов (* ок. 1602; † 8 юли 1644), омъжена сл. 25 септември 1622 г. за Георг фон Бургсдорф (* 9 септември 1563, Щетин; † 16 март 1623, Мелентин)
- Кристиан Вилхелм фон Зидов (* 1606/1610; † 1649, Шьонфелд), женен за Елизабет Сабина фон Арним; имат два сина и дъщеря
- Александер Магнус фон Зидов (* 17 май 1622; † 7 април 1679), женен I. на 5 септември 1670 г. за 	Ева София фон Девиц (* 1649; † 2 януари 1691), II. за Анна фон дер Марвиц (* 1638, Кюстрин); имат дъщеря
- Илза фон Зидов, омъжена 1618 г. за Хенинг фон Арнсдорф